# Dawnaria girdlestoni
Dawnaria girdlestoni är en insektsart som först beskrevs av Frederick Arthur Godfrey Muir 1913.  Dawnaria girdlestoni ingår i släktet Dawnaria och familjen Derbidae. Inga underarter finns listade i Catalogue of Life.